# Ulcera venerea
L'ulcera venerea (o cancroide o ulcera molle) è una malattia venerea minore; si verifica di rado, e le manifestazioni sono locali e non costituiscono alcuna minaccia per la vita.
L'agente eziologico è l'Haemophilus ducreyi. Il 90% dei casi è appannaggio del sesso maschile.

## Eziologia
L'agente eziologico dell'ulcera molle, battezzato Haemophilus ducreyi in onore del suo scopritore, l'italiano Augusto Ducrey, è un piccolo bacillo (streptobacillo) gram-negativo. Si pensa che l'H. Ducreyi entri attraverso una minuscola soluzione di continuo della cute o attraverso la membrana mucosa, il più delle volte in conseguenza di un trauma coitale minore.

## Patogenesi
Il bubbone compare di solito entro una settimana dalla lesione genitale, e continua a suppurare per circa mezza settimana, mentre il resto si risolve spontaneamente.
Poi il più delle volte cicatrizzano subito, lasciando soltanto una piccola cicatrice. La diagnosi di ulcera venerea è essenzialmente una diagnosi differenziale dall'ulcera genitale. Si deve sempre tenere presente la possibilità che si tratti di sifilide; tuttavia l'ulcera della sifilide è compatta e dura ed ha una base chiara; il test sierologico per la sifilide dovrebbe essere sempre eseguito, tenendo conto dei tempi di incubazione del batterio: nelle prime fasi dell`infezione infatti i treponemi non hanno ancora raggiunto il torrente ematico, per cui una valutazione sierologica nelle prime settimane può risultare negativa. L`ago aspirato in concomitanza della lesione può invece confutare la eventuale presenza di treponemi nelle primissime fasi della patologia.
Il bubbone dell'ulcera venerea è unilaterale e va facilmente incontro a suppurazione.

## Segni e sintomi
Nell'uomo le lesioni sono particolarmente tipiche e compaiono 3-5 giorni dopo il contatto sessuale e lo stadio vescicolare è così leggero che spesso non è riconosciuto. Poi compare una sola ulcera visibile in un qualsiasi punto del pene, anche se il più delle volte si trova nel glande.
Nella donna il quadro è molto meno caratteristico dal momento che le donne presentano lesioni minori passeggere, vengono viste solo quelle ulcere più estese. Sono comuni ulcere multiple nella zona del clitoride, sulle labbra e sulla fornice della vagina.
La lesione tipica, indipendentemente dal sesso del paziente, è costituita da un'ulcera molle non indurita con essudato sporco alla base, dolorosa e molto tenera al tatto. Il contatto con l'urina è particolarmente doloroso a causa della loro acidità. Per questo il paziente può presentare ritenzione urinaria.

## Esami di laboratorio e strumentali
La diagnosi di ulcera venerea si basa sullo striscio e sulla coltura, oltre che sulle caratteristiche cliniche. Gli strisci si ottengono strisciando la parte superiore dell‘ulcera o il materiale aspirato dal bubbone; tipicamente lo striscio mostrerà le catene costituite dal piccolo bacillo Gram-negativo.

## Terapia
La terapia in molti casi non è necessaria, può bastare una accurata pulizia con acqua e sapone oppure sulfamidici alla dose di 1 grammo 4 volte al giorno per 10-14 giorni. La tetraciclina è consigliata nei pazienti che si mostrano allergici ai sulfamidici.